# Gobulus crescentalis
Gobulus crescentalis es una especie de peces de la familia de los Gobiidae en el orden de los Perciformes.

## Morfología
Los machos pueden llegar a alcanzar los 6 cm de longitud total.

## Reproducción
Es ovíparo con huevos demersales

## Hábitat
Es un pez de Mar y, de clima subtropical y demersal que vive hasta los 13 m de profundidad. 

## Distribución geográfica
Se encuentra en el Pacífico oriental central: el Golfo de California y la Baja California (México ).

## Observaciones
Es inofensivo para los humanos. 